# Gito Baloi

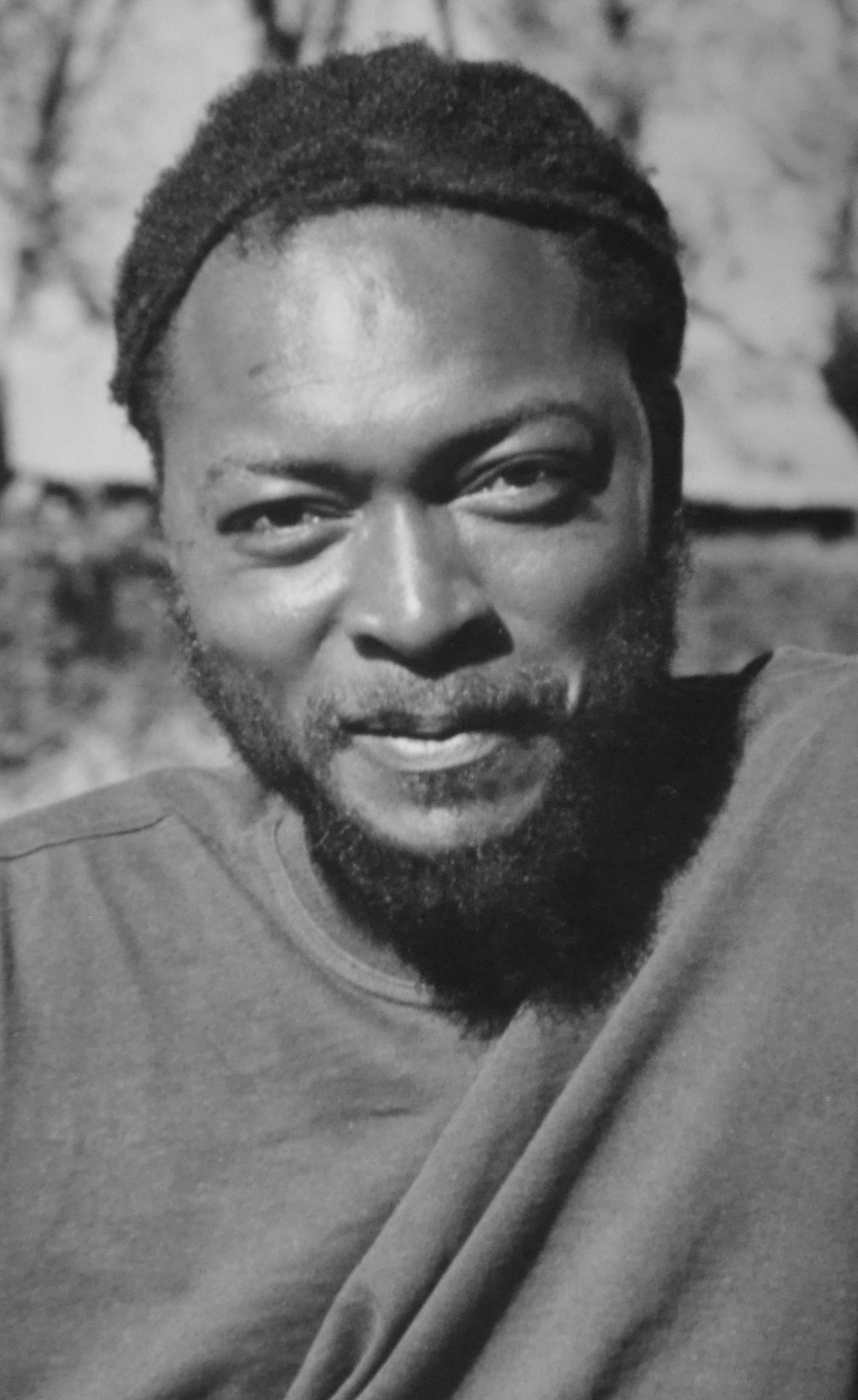
Gito Baloi

Gito Baloi (ur. 1965, zm. 4 kwietnia 2004 w Johannesburgu) – muzyk mozambicki, gitarzysta basowy, wokalista, jazzman.
W 1987 współzałożyciel zespołu jazzu nowoczesnego Tananas. Po opuszczeniu zespołu wydał w USA dwa wysoko cenione albumy solowe, Herbs and Roots (2002) i Two in One: Ekay and Na Ku Randza (2003).
Zginął zastrzelony w czasie napadu rabunkowego.